# Cheiracanthium halophilum
Cheiracanthium halophilum is een spinnensoort uit de familie Cheiracanthiidae.
De wetenschappelijke naam van de soort werd in 1994 gepubliceerd door Schmidt & Piepho.